# فال (لاعب كرة قدم مواليد 1983)
فال (بالبرتغالية: Lucivaldo Lázaro de Abreu‏) هو لاعب كرة قدم برازيلي في مركز الوسط، ولد في 25 أغسطس 1983 في ناتال في البرازيل. لعب مع نادي باهيا ونادي فلامنغو.

## وصلات خارجية
- فال (لاعب كرة قدم مواليد 1983) على موقع قاعدة بيانات كرة القدم.إي يو (الإنجليزية)
- فال (لاعب كرة قدم مواليد 1983) على موقع Soccerway.com (الإنجليزية)